# Милюковка
Милюковка — деревня в Шуйском районе Ивановской области. Входит в состав Остаповского сельского поселения.

## География
Находится в южной части Ивановской области на расстоянии приблизительно 5 км на восток-юго-восток по прямой от районного центра города Шуя.

## История
В 1859 году здесь (тогда деревня в составе Шуйского уезда Владимирской губернии) было учтено 16 дворов.

## Население
Постоянное население составляло 95 человек (1859 год), 331 в 2010.